# Université Savoie-Mont-Blanc
A Université Savoie-Mont-Blanc é uma universidade pública na região de Saboia, com um campus em Annecy e dois em torno de Chambéry.
Multidisciplinar, forma mais de 15000 estudantes nos campos da Ciência e Tecnologia, Arte, Literatura e Línguas, Direito, Economia, Gestão e Ciências Humanas e Sociais, e a investigação é levada a cabo em 19 laboratórios de investigação. 
Está classificada em décimo segundo lugar entre as melhores universidades a nível nacional e em primeiro lugar pelo número de estudantes que participam no programa europeu Erasmus. Além disso, a universidade é mencionada seis vezes no Shanghai World Thematic Ranking, onde aparece entre a 800ª e a 900ª posição no ranking das instituições.

## Professores famosos
- Krzysztof Kurdyka, um matemático